# Коновалов В'ячеслав Сергійович
В'ячесла́в Сергі́йович Конова́лов — доктор біологічних наук, професор.

## З життєпису
Коновалов — автор понад 150 наукових праць, 3-х підручників і посібників із загальної і приватної генетики тварин. Є науковим керівником незалежної міжнародної експедиції «Російська Північ» —1992 р. Професором проведена експертна оцінка віддалених наслідків поховання німецької хімічної зброї II світової війни в Білому морі (1945—47).
Коновалов є науковим консультантом документальних фільмів:
- 1990 у кіно — "Підземні води р. (про етичні, екологічні і економічні наслідки врегулювання стоків ріки Дніпро).
- «Поки ще живемо…» (про медико-біологічні проблеми Чорнобильської катастрофи).

Секретар Київського обласного відділення УТГіС ім. М. І. Вавилова.